# 下新河岸
下新河岸（しもしんがし）は、埼玉県川越市の大字。旧入間郡下新河岸村。郵便番号は350-1136。

## 地理
川越市の東南部に位置し、東部を牛子、北部を南田島（新河岸川左岸）上新河岸（新河岸川右岸）、西部を砂、南部を寺尾と接する。また、東部の牛子及び西南部の砂新田に飛地を持っている。砂新田方面の飛び地は埼玉県立川越初雁高等学校東側のあおば保育園付近で、下新河岸本村に比べても決して小さくない規模である。東辺を新河岸川が流れている。新河岸川を跨いだ低地にあたり、住宅地として利用されている。中央部を埼玉県道336号今福木野目線が東から西北に鈎字型に貫いている。川越線南古谷駅にはこの県道で、東武東上線新河岸駅へは県道から西に分岐する陣屋通り（旧まるひろ通り）を使って到達できる。

### 河川
- 新河岸川 - 地内を南北に縦貫する。かつては川越五河岸のひとつ、下新河岸が置かれ、水運に利用された。旭橋が架けられている。かつては新河岸橋という長さ8間の板橋が架けられ、破損の際には牛子・南田島・木野目・並木・小中居・大中居・高島・八ツ島・古谷本郷・古谷の10ヶ村で修理を行ったが、費用は公から出たといわれる[6]。

## 歴史

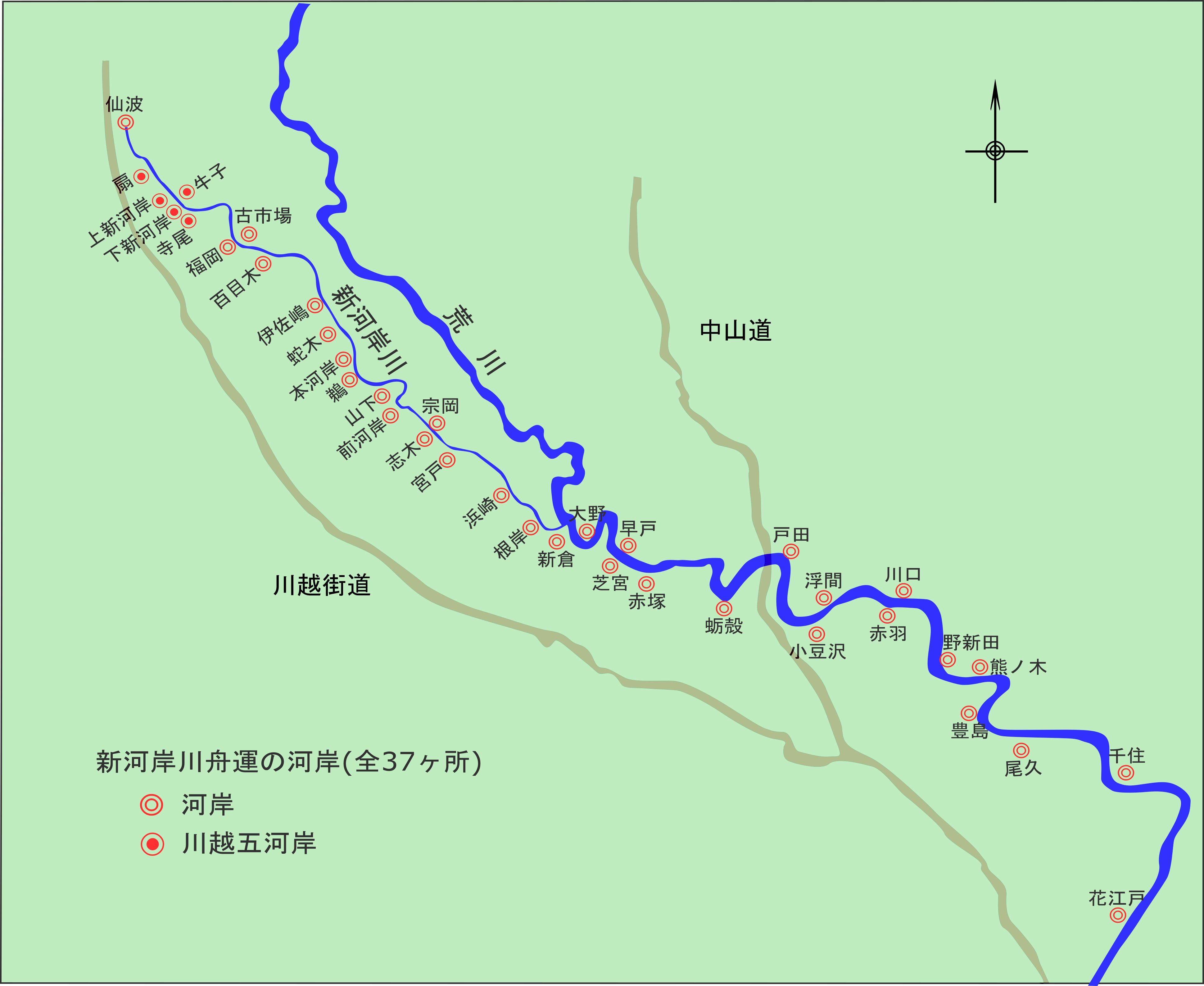
川越五河岸と新河岸川の位置

古くは三芳野郷仙波庄に属した。江戸時代以前は寺尾村領であり、諏訪右馬亮の城跡のあったところだが荒廃し、江戸時代・寛文年間に再び開発された。水田を持たず陸田のみで農業を行っていたため、しばしば旱害に見舞われた。元禄年間に川越五河岸のひとつとして上新河岸と同時期に取り立てられた。慶安元年（1648年）の検地の際に記された水帳には新河岸とのみ記されており、元禄6年（1693年）の検地における水帳に初めて上新河岸・下新河岸に分けて記載された。ただし高札場は上下新河岸共同のものが下新河岸村の中央に設けられた。新河岸村内の小名として後口谷、木ヶ谷、下た口、樋ノ爪、江川端、蕪免が挙げられている。河越城付の村であり領主は代々川越藩主が就いた。明治時代に入って1889年（明治22年）4月1日の町村制施行に伴い、下新河岸村は上新河岸村・砂村・砂新田村・扇河岸村・寺尾村・藤間村と合併し高階村の大字のひとつとなった。1876年（明治9年）の人口は130人。新河岸川の水運は1931年（昭和6年）に改修工事の終了及び埼玉県からの通船停止令の発令により廃止され、五河岸全てが廃止された。1955年（昭和30年）4月1日、高階村は川越市に編入され、下新河岸は川越市の大字のひとつとなった。

## 世帯数と人口
2017年（平成29年）10月1日現在の世帯数と人口は以下の通りである。
| 大字     | 世帯数  | 人口    |
| -------- | ------- | ------- |
| 下新河岸 | 743世帯 | 1,662人 |

## 小・中学校の学区
市立小・中学校に通う場合、学区は以下の通りとなる。
| 番地   | 小学校               | 中学校               |
| ------ | -------------------- | -------------------- |
| 1〜57  | 川越市立高階小学校   | 川越市立砂中学校     |
| その他 | 川越市立高階西小学校 | 川越市立高階西中学校 |

## 交通

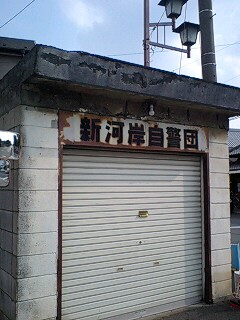
新河岸自警団倉庫。氏子で組織されている。

### 鉄道
地内に鉄道は敷設されていない。東武東上線・新河岸駅が最寄り駅になる。

### バス
- 川越市コミュニティバス「川越シャトル」（東武バスウエスト川越営業事務所に運行委託）41系統 - 旭橋西バス停が北部に所在している。

### 道路
- 埼玉県道336号今福木野目線 - 中央部を東から北へ鈎形に貫いている。

## 施設
- 新河岸自治会館
- 新河岸自警団倉庫

## 史跡
- 日枝神社
- 厳島神社

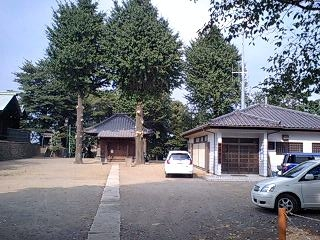
観音寺。右側は新河岸自治会館。左奥の鳥居は天満宮愛宕社。

- 観音寺 - 天台宗。十一面観音を本尊としている[6]。
- 天満宮愛宕社
- 河岸場跡 - 川越市指定文化財[11]。